# Symploque
La symploque (substantif féminin), du grec sumplokê signifiant « entrelacement », est une figure de style où les mots ou groupes de mots commençant une phrase et ceux la terminant sont repris au début et à la fin de la phrase suivante de sorte qu'il y a un entrelacement de répétitions. C'est un emploi simultané de l'épiphore (répétition de mot en fin de phrase) et de l'anaphore (répétition de mot en début de phrase). Elle peut se schématiser ainsi  : A_____B / A_____B

## Exemples
« Qui est l'auteur de cette loi ? Rullus. Qui a privé du suffrage la plus grande partie du peuple romain ? Rullus. Qui a présidé les comices ? Rullus. »

— Cicéron, Le Grand Larousse du xxe siècle

« Salut aux humiliés, aux émigrés, aux exilés sur leur propre terre qui veulent vivre et vivre libres.
 Salut à celles et à ceux qu'on baillonne, qu'on persécute ou qu'on torture, qui veulent vivre et vivre libres.
 Salut aux séquestrés, aux disparus et aux assassinés qui voulaient seulement vivre et vivre libres.
 Salut aux prêtres brutalisés, aux syndicalistes emprisonnés, aux chômeurs qui vendent leur sang pour survivre, aux indiens pourchassés dans leur forêt, aux travailleurs sans droit, aux paysans sans terre, aux résistants sans arme qui veulent vivre et vivre libres. »

— Discours de François Mitterrand devant le monument de la Révolution à Mexico, le 20 octobre 1981 (Discours dit de Cancún)

« J'voulais sortir en perm le procureur m'a dit : Reste en chien 

J'voulais gérer cette tass sans thunes et elle m'a dit : Reste en chien

J'voulais taffer sans diplôme et le gars m'a dit : Reste en chien »

— La Fouine, Reste en chien, sur l'album Aller-Retour, 2007

« On nous dit que la gauche n'a aucune chance mais rien n'est écrit.

On nous dit qu'elle ne rassemblera jamais, qu'elle en est incapable, rien n'est écrit.

On nous dit que l'extrême droite est qualifiée d'office pour le second tour, rien n'est écrit. »

— Déclaration de candidature de Manuel Valls à Évry, 5 décembre 2016

« Je ne me résoudrai jamais à ce que des retraités manquent d’argent et aillent à l’aide alimentaire, c’est injuste. (...) Je ne me résoudrai jamais à ce que des mères renoncent à leur carrière parce qu’elles veulent fonder une famille, c’est injuste. Je ne me résoudrai jamais à voir des quartiers entiers de notre République être parfois stigmatisés, n’avoir pas les mêmes chances, c’est injuste! »

— Discours d'Emmanuel Macron, La Défense, 2 avril 2022